# إعصار باتسيراي
إعصار باتسيراي هو أقوى إعصار استوائي يضرب مدغشقر منذ إعصار إيناو في عام 2017 وأقوى إعصار مداري في جميع أنحاء العالم في عام 2022 حتى الآن، والثاني من الأعاصير المدارية التي تؤثر على مدغشقر في موسم 2021-22 جنوب غرب المحيط الهندي. وهو الاضطراب المداري الثاني، وأول إعصار استوائي شديد في الموسم، تشكل إعصار باتسيراي من اضطراب استوائي لوحظ لأول مرة في 24 يناير 2022. تقلبت شدته وأصبح عاصفة استوائية معتدلة في 27 يناير، وبعد ذلك اشتد بشكل غير متوقع إلى إعصار استوائي شديد. ثم ضعفت قوته، ثم عادت لتشتد بسبب قص الرياح الحالي والهواء الجاف، واشتد بسرعة إلى إعصار من الفئة الرابعة على مقياس سافير سيمبسون أثناء التحرك نحو مدغشقر. خضعت العاصفة بعد ذلك لدورة استبدال جدار عين الإعصار لليوم التالي، وتقلبت شدتها قبل أن تصل إلى اليابسة في مدغشقر كإعصار من الفئة 3، ثم ضعفت بسرعة بسبب التضاريس الجبلية الهائلة بعد ذلك.
تعرضت موريشيوس وريونيون لأضرار من العاصفة، على الرغم من أن الآثار كانت طفيفة نسبيًا، حيث قُتل شخصان في موريشيوس. أعدت مدغشقر إمدادات الطوارئ مع اقتراب العاصفة، ومع تزايد المخاوف من حدوث فيضانات كبيرة بسبب جغرافية البلاد التي أزيلت منها الغابات. كان من المتوقع أن يتأثر الملايين. كما دعمت الأمم المتحدة إلى الاستعداد لجهود الإغاثة لما بعد العاصفة. وصلت العاصفة إلى اليابسة في البلاد في وقت مبكر من يوم 5 فبراير، مما تسبب في آثار شديدة وتعطيل الطاقة والاتصالات بشكل كبير في جميع أنحاء المناطق المتضررة. دُمرت مدن بأكملها تقريبًا. وبعد انتهاء العاصفة، نزح أكثر من عشرات الآلاف من الأشخاص في مدغشقر، وجرى إجلاء الكثيرين إلى ملاجئ مؤقتة. أُبلغ عن 21 حالة وفاة في البلاد.

## تاريخ الأرصاد الجوية
نشأ إعصار باتسيراي من منطقة الحمل الحراري التي جرى تحديدها على أنها Invest 96S على الجزء الشرقي من الحوض، وتقع تقريبًا على مسافة 913 كيليومتر من جزر كوكوس، وبعد ساعة ونصف ترافق مع تيارات الحمل غير المنظم على LLC. أعلن المركز المشترك للتحذير من الأعاصير Joint Typhoon Warning Center JTWC أن هناك فرصة منخفضة لتكون إعصار محتمل خلال الـ 24 ساعة التالية. وبعد يوم، أي في تمام الساعة 00:30 بالتوقيت العالمي المنسق، أُعلن عن ترقية الاحتمال إلى متوسط بعد أن قام النظام تدريجياً بزيادة نمط الحمل الحراري. وفي وقت لاحق في الساعة 21:30 بالتوقيت العالمي المنسق من نفس اليوم، أصدر المركز TCFA لـ Invest 96S، بعد ملاحظة LLC. وفي الوقت نفسه، في منتصف يوم 25 يناير، أعلن مكتب الأرصاد الجوية Meteo-France في ريونيون (Météo-France's meteorological office in Réunion MFR) رصده لنفس نظام الضغط المنخفض ثم قام المكتب بترقيته لاحقًا إلى حالة الاضطراب المداري في الساعة 06:00 بالتوقيت العالمي المنسق في اليوم التالي. ووفقًا لما أعلنه المكتب، فإن الحمل الحراري للنظام أظهر علامات على التنظيم التدريجي منذ 24 يناير. أصبح المركز محددًا بشكل أفضل مع وجود سحب منخفضة المستوى تتقارب نحوه في نمط دائري محدد، مما يشير إلى تشكيل دوران مغلق. قام MFR بترقيته إلى منخفض استوائي في الساعة 12:00 بالتوقيت العالمي المنسق في نفس اليوم، حيث استمر في زيادة هيكله الحراري على طول مركزه منخفض المستوى. بعد توقف نشاط الحمل الحراري لفترة وجيزة بعد الساعة 18:00 بالتوقيت العالمي المنسق بسبب الهواء الجاف، أعلن JTWC أن النظام صار إعصارًا استوائيًا في الساعة 03:00 بالتوقيت العالمي المنسق في اليوم التالي.

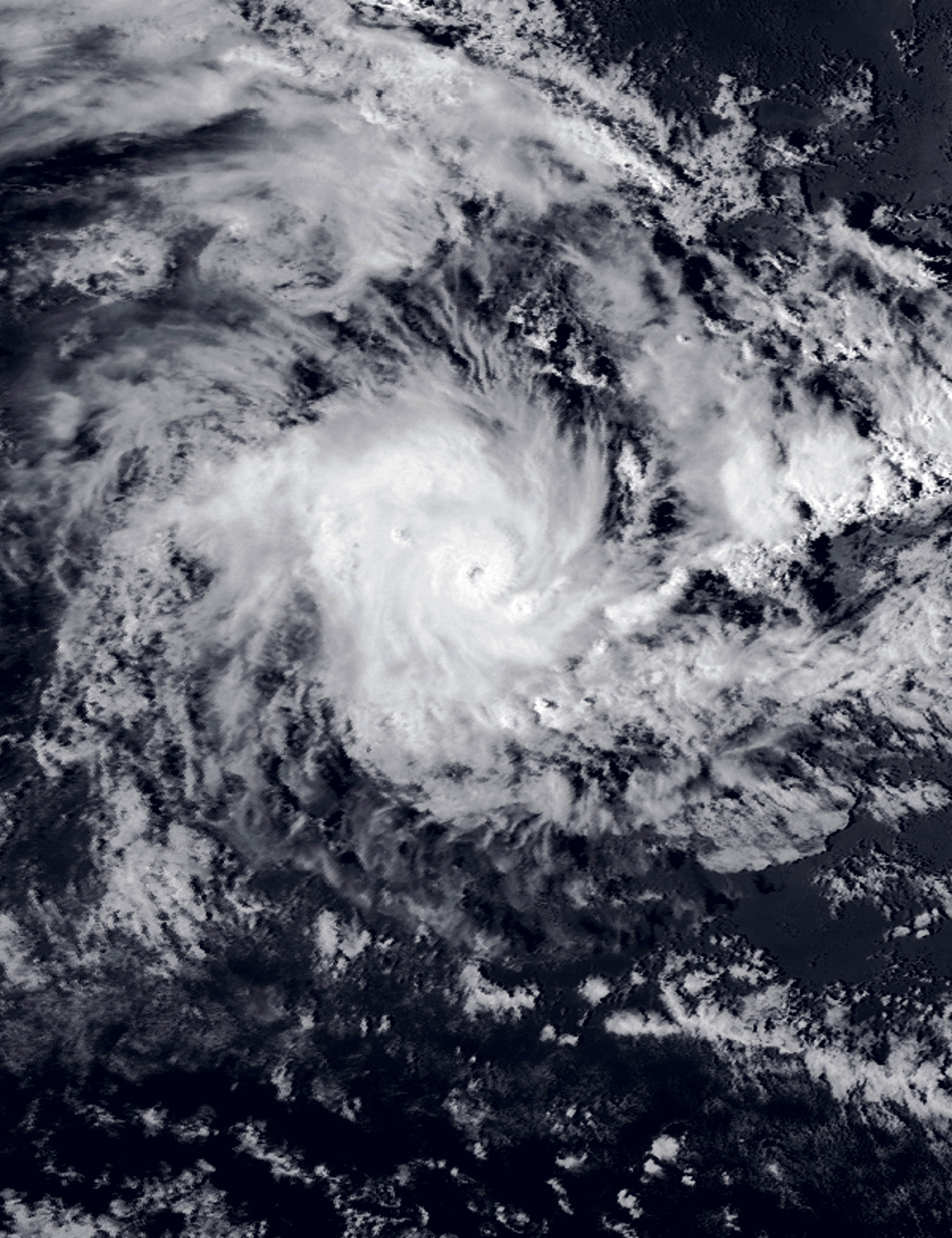
قرب إعصار باتسيراي من ذروته الأولية في 27 يناير

وبعد ثلاث ساعات، قام MFR بترقيته إلى عاصفة استوائية معتدلة وأطلق عليها اسم باتسيراي. بين الساعة 06:00 والساعة 12:00 بالتوقيت العالمي المنسق، اشتدت حدة باتسيراي وحدث تعمق سريع وتحول من عاصفة استوائية معتدلة إلى إعصار استوائي شديد في غضون ثلاث ساعات فقط. وفقًا لـ MFR، كان مميزًا بحجمه الصغير جدًا وحركته السريعة. كما نشأت نواة داخلية يبلغ قطرها من 57 إلى 90 كم. وبعد ساعتين، قام JTWC أيضًا بترقيته إلى إعصار استوائي من الفئة 2، حيث ظهرت عينًا صغيرة للإعصار بلغ قطرها قرابة 13 كم. ومع ذلك، بحلول الساعة 18:00 بالتوقيت العالمي المنسق، بدأ في الانخفاض بسرعة بعد أن انهارت عين الإعصار بسرعة وازدادت درجة حرارة قمم السحابة منذ ذلك الحين. ونظرًا لهذه الأسباب، جرى خفيض تصنيف MFR إلى إعصار مداري. وفي منتصف ليل 28 يناير، انخفض التصنيف إلى عاصفة استوائية معتدلة، بعد زيادة ضعف هيكل الحمل الحراري. وبعد ثلاث ساعات، عاد JTWC إلى تصنيفه كعاصفة استوائية.
استأنف الإعصار تكثيفه بعد الترقية إلى حالة عاصفة استوائية شديدة في الساعة 06:00 بالتوقيت العالمي المنسق في اليوم التالي. وبعد تسع ساعات، قام JTWC بترقيته إلى إعصار استوائي من الفئة الأولى. وفي الساعة 03:00 بالتوقيت العالمي المنسق في 30 يناير، جرى تصنيفه كإعصار استوائي من الفئة 2 بعد ملاحظة وجود غيوم مركزية كثيفة (CDO) وظهور عين الإعصار. قام MFR بترقيته إلى حالة الإعصار المداري في منتصف النهار. بعد ثلاث ساعات، صنفه JTWC كإعصار استوائي من الفئة 3، حيث توسع جدار عين الإعصار وبلغت سعتها قرابة 9.3 كم. ومع ذلك، لم يدم طويلاً، وعاد إلى الحالة من الفئة 1 بحلول الساعة 03:00 بالتوقيت العالمي المنسق في 1 فبراير، حيث انهارت عين الإعصار ذات الثقب، وأصبح جدارها غير منظم. ربما بسبب صراعها للحفاظ على هيكلها الحراري ضد قص الرياح الرأسي المتزايد باستمرار (vertical wind shearV WS)، على الرغم من ارتفاع درجة حرارة سطح البحر (sea-surface temperature SST). ولكن في الساعة 15:00 بالتوقيت العالمي المنسق من نفس اليوم، عادت إلى حالة الفئة 2، حيث تمكنت من التوحيد وظهرت العين مرة أخرى في صور القمر الصناعي. وبعد ثلاث ساعات، قام MFR بترقيته إلى حالة إعصار استوائي شديد.
بحلول الساعة 03:00 بالتوقيت العالمي المنسق في 2 فبراير، بدأت جولة أخرى من التكثيف السريع من الفئة 2 إلى الفئة 4 من الأعاصير المدارية، وفقًا لـ JTWC. حيث بدأ تنظيم جدار عين الإعصار بسرعة ليصل اتساعها إلى 28 كم. وبعد الوصول إلى ذروته في الساعة 12:00 بالتوقيت العالمي المنسق، حدثت دورة استبدال جدار العين eyewall replacement cycle، في الساعة 15:00 بالتوقيت العالمي المنسق، حيث تُظهر صور الأقمار الصناعية تشكيل جدار عين آخر وتُظهر أيضًا علامات الضعف.

## الاستعدادات

اشتداد إعصار باتسيراي بسرعة في 2 فبراير

### موريشيوس
صدر تحذير من إعصار من الدرجة الرابعة في 2 فبراير مع اقتراب إعصار باتسيراي من الجزيرة.

### مدغشقر
كان من المتوقع يؤدي إعصار باتسيراي إلى هطول أمطار من 250 إلى 500 مليمتر (10 إلى 20 بوصة)، وأن تبلغ الأمطار في عاصمة البلاد، أنتاناناريفو، 150 مليمتر (6 بوصة). جرى نشر فرق البحث والإنقاذ في بريكافيل وماناكارا وموروندافا. وخصصت شبكة START Network مبلغ 567 ألف دولار لتقديم المساعدة. قام أعضاء HCT بتحديث قوائم مخزون الطوارئ للمساعدة في إعادة تخزين المواد الإنسانية. عملت وكالة إدارة الكوارث الحكومية في البلاد مع يونوسات UNOSAT أيضًا، كما جرى إعداد المساعدة الجوية مع اقتراب باتسيراي. كان من المتوقع حدوث فيضانات واسعة النطاق في المرتفعات الشرقية والجنوبية الشرقية والوسطى وحدوث أضرار جسيمة. كما كان من المتوقع أيضًا أن تتسبب العاصفة في أضرار أكثر من المعتاد بسبب إزالة الغابات التي شهدتها البلاد في العشرين عامًا الماضية. كان من المتوقع أن تهطل أمطار تصل إلى ما يزيد عن 10 بوصة (250 مـم) على أنتسيرابي، ثالث أكبر مدينة في البلاد.
كان من المتوقع أن يؤدي باتسيراي إلى تفاقم ندرة الغذاء وحالات الطوارئ في البلاد. وأغلقت المدارس في 4 فبراير ونُصح سكان المناطق المنخفضة والساحلية بالمغادرة. ووقًا للتقديرات فإن من المتوقع أن يتأثر 4.4 مليون شخص بالعاصفة في 14 منطقة، منهم 595 ألف شخص بشكل مباشر. ومن المتوقع تهجير أكثر من 150 ألف نسمة. أطلق الاتحاد الدولي لجمعيات الصليب الأحمر والهلال الأحمر حملة لجمع التبرعات لمساعدة الضحايا المحتملين للعاصفة.
كان من المتوقع حدوث موجات تصل إلى 15 مترًا (50 قدمًا) مع اقتراب العاصفة من الساحل. عملت الأمم المتحدة مع وكالات الإغاثة للمساعدة في التأهب لعواقب ذلك. جرى تخزين المواد الإنسانية، ووضع طائرات الإنقاذ في حالة تأهب. وصرح متحدث باسم منظمة الأمم المتحدة لتنسيق الشؤون الإنسانية (أوتشا) أن تأثير باتسيراي من المتوقع أن يكون «كبيرا».

## التأثير

### موريشيوس

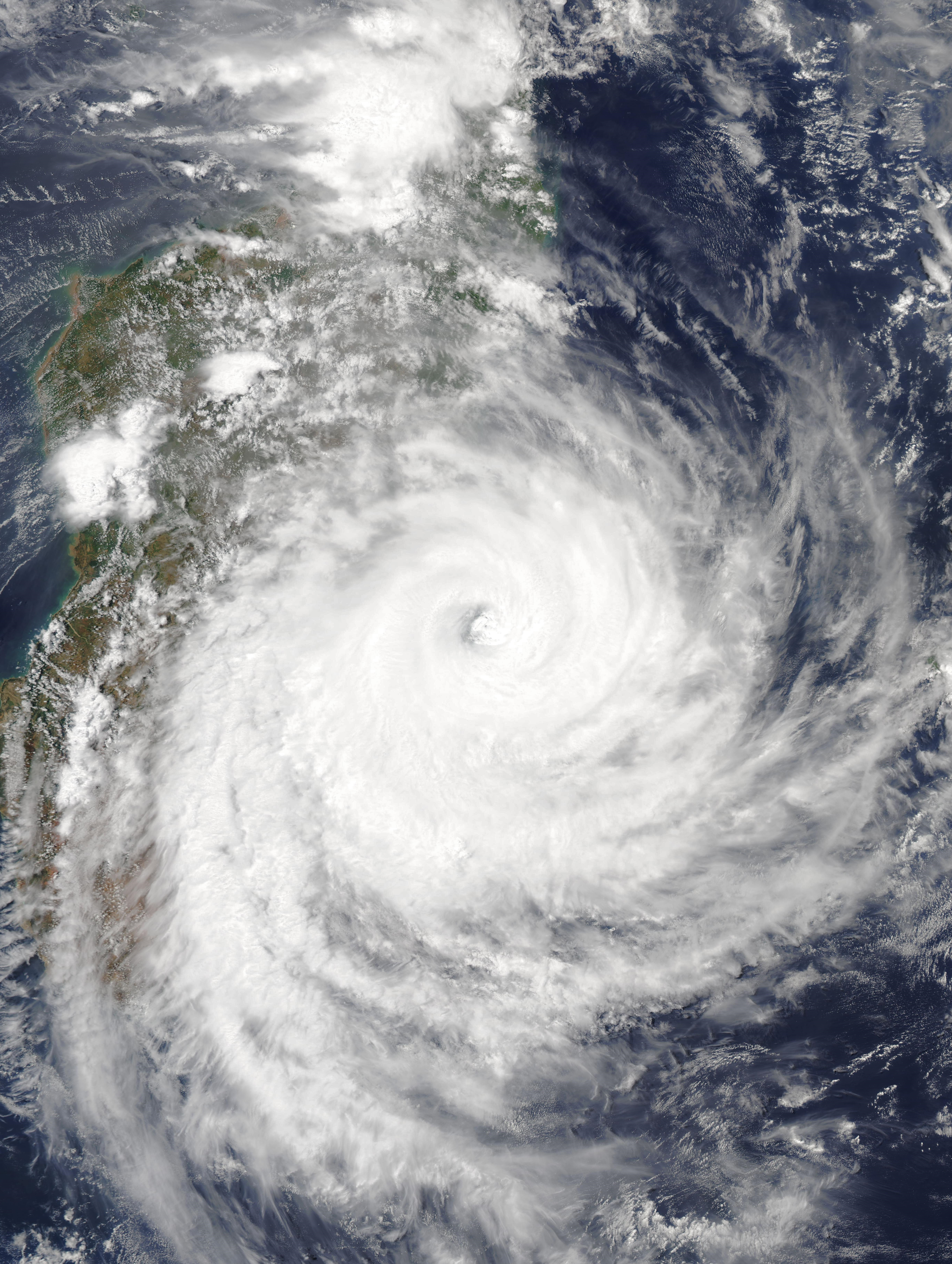
إعصار باتسيراي قبل وقت قصير من الوصول إلى اليابسة في مدغشقر في 5 فبراير

أُغلقت جميع خدمات النقل بما فيها المطار. وبلغت سرعة الرياح 155 كم/س (96 ميل/س)، وبلغ إجمالي المطر 7 بوصة (180 مـم) في مناطق أخرى من الجزيرة، وأُبلغ عن حالتي وفاة. اقتلعت الرياح الأشجار في العديد من المناطق، وانقطع التيار الكهربائي عم ما لا يقل عن 7500 منزل. ولجأ قرابة 138 شخصًا إلى مراكز الإجلاء. تضررت واجهة مابورج من الأمواج العاتية، حيث انجرفت العديد من الكراسي والطاولات في البحر.

### جزيرة رييونيون
انقطعت الكهرباء عن ما لا يقل عن 36000 شخص في الجزيرة مع اقتراب إعصار باتسيراي، وأصيب العديد من الأشخاص، حيث تسببت العاصفة في تسمم بغاز أول أكسيد الكربون لـ 10 أشخاص. وتقطعت السبل بـ 11 بحارًا في ناقلة نفط خلال العاصفة، وجرى إنقاذهم في 4 فبراير.

### مدغشقر
كان الاتصال ضئيلًا في البداية عندما وصلت العاصفة إلى اليابسة. حيث تسببت ظروف إعصار باتسيراي في انقطاع التيار الكهربائي وأجبرت الكثير من الناس على الانتقال إلى الملاجئ. وقُطعت الأشجار وقُطعت شبكات الكهرباء ودُمرت منازل. نزح ما لا يقل عن 69000 شخصًا. وقد تطايرت أسطح العديد من المنازل بالكامل، كما تطاير العديد من أشجار نخيل جوز الهند. وتحولت بعض المنازل إلى إطارات خشبية فقط، وقال أحد الناجين إن الدمار يشبه «الحريق»، وأنه كان «أقوى إعصار شهده أي شخص». وتعرضت مننجاري وماناكارا بشكل خاص لضربة شديدة. كان جزء كبير من مدغشقر لا يزال مغمورًا بالمياه بسبب عاصفة «آنا» الاستوائية قبل أسابيع، وقد أدى وصول إعصار باتسيراي إلى تفاقم الوضع. أُبلغ عن 21 حالة وفاة.
أُصيبت بلدة نوزي فاريكا بأضرار بالغة. ووصف أحد المسئولين الأضرار بأنها كما لو كانت «قُصفت»، وأُبلغ عن تدمير 95٪ من المباني. قطعت الفيضانات الوصول إلى المدينة. وفي مدينة فيانارانتسوا سقطت أعمدة كهربائية وتطايرت الأسقف وغُمرت المدينة بالمياه بشدة. حدث انهيار أرضي بسبب الإعصار في منطقة هوت ماتسياترا. أدت الفيضانات والحطام إلى جعل تعطيل 14 جسراً و12 طريقاً، فضلاً عن تضرر أو تدمير 200 مدرسة. وبعد انتهاء العاصفة، استمرت القنوات والأنهار التي غمرتها المياه بالفعل في الارتفاع. وفي مننجاري والمناطق المحيطة بها، أشارت التقارير المبكرة إلى أن الفيضانات غمرت أكثر من 6000 مبنى، ودُمر نصفها.

## ما بعد الكارثة

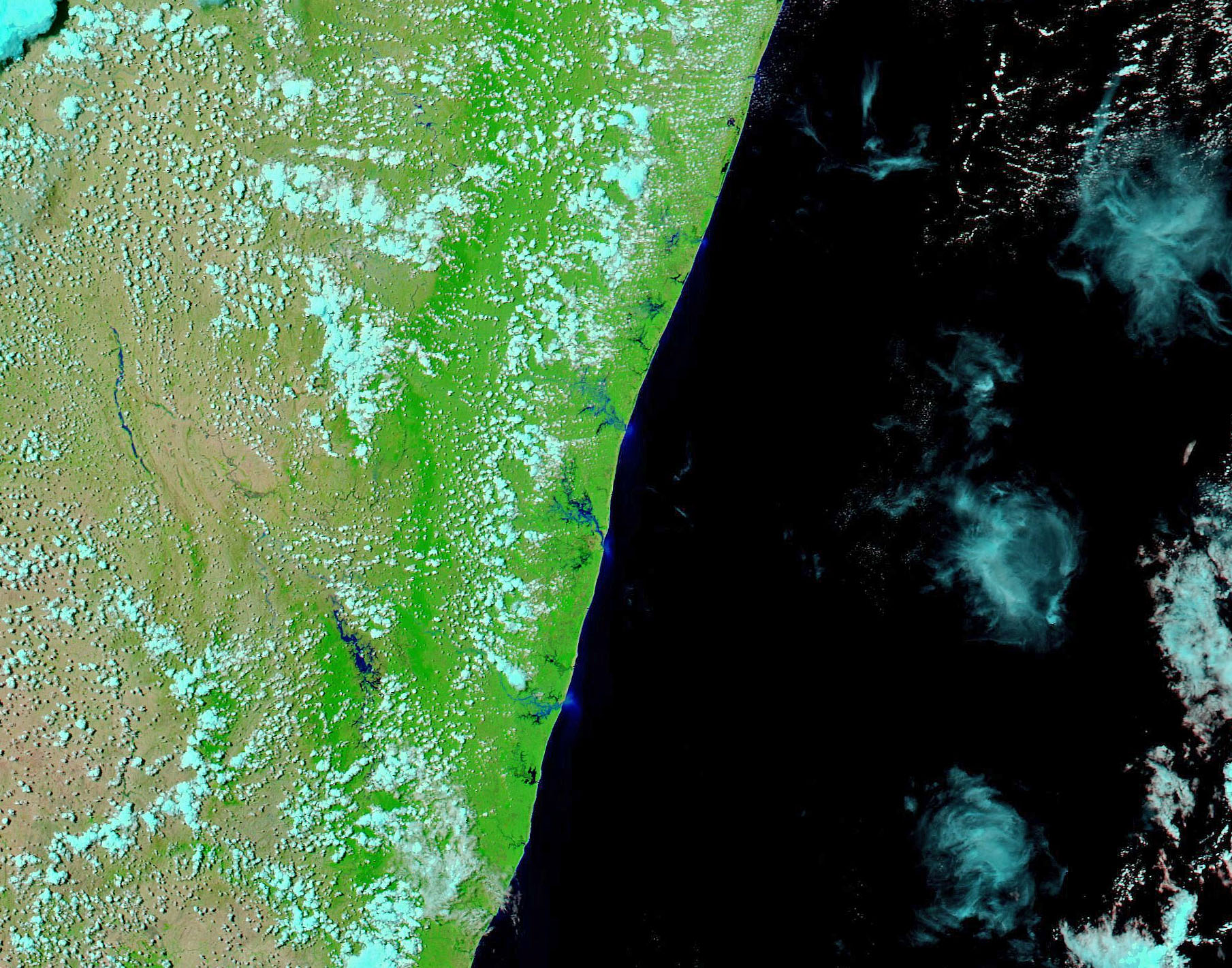
فيضانات ناجمة عن إعصار باتسيراي في مدغشقر - صورة فضائية لمدن ماناكارا وفارافغانا وفانغايندرانو، 10 فبراير 2022

### مدغشقر
تفاقمت آثار العاصفة الاستوائية «آنا» بسبب الأضرار التي أحدثها إعصار باتسيراي.
أُعدت المدارس والكنائس لإيواء النازحين حول مننجاري. ووزع برنامج الغذاء العالمي وجبات ساخنة على 4000 شخص جرى إجلاؤهم ونازحون في الملاجئ. كانت مياه الشرب والضروريات الأساسية غير متوفرة في المناطق المتضررة، وكان هناك قلقًا من انتشار العديد من الأمراض. كما كان يخشى حدوث أزمة إنسانية من آثار العواصف. جرت جهود الإنقاذ الجوي لأول مرة في 6 فبراير عبر رحلة طيران تابعة للأمم المتحدة. قدمت الحكومة الملغاشية للأسر المتضررة تبرعات نقدية. كما دعمت اليونيسف جهود الإغاثة من خلال توزيع مجموعة أدوات لإنشاء مساحات للأطفال في عدة مناطق من البلاد. جرى اتخاذ إجراءات أخرى للمساعدة في تقليل الحوادث داخل الملاجئ أيضًا. سافر فريق من خمسة من مسؤولي الحماية المدنية في الاتحاد الأوروبي من فرنسا وفنلندا والسويد إلى المناطق المتضررة لمساعدة ضحايا العاصفة.

#### الاستجابة الدولية
عرضت فرنسا وألمانيا وحدات تنقية المياه عبر آلية الحماية المدنية التابعة للاتحاد الأوروبي.

## روابط خارجية
- بيانات مسار MFR للإعصار المداري الشديد باتسيراي باللغة الفرنسية
- أفضل بيانات مسار JTWC لـ Tropical Cyclone 08S (Batsirai)
- 08S. باتسيري من مختبر أبحاث البحرية الأمريكية
- موقع ريليف ويب الصفحة الرئيسية  لهذا الحدث.